# Grande Revolta Síria

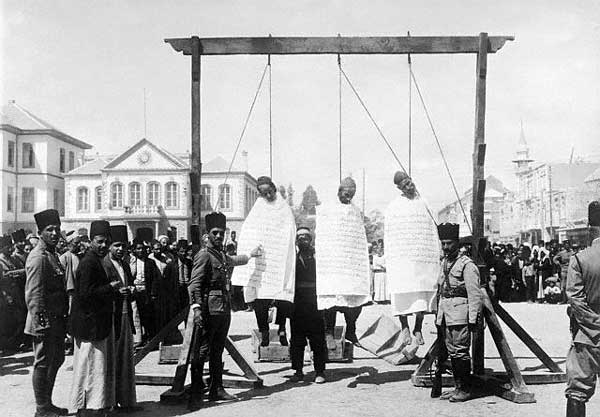
Rebeldes sírios sendo enforcados na capital Damasco durante as revoltas árabes.

A Grande Revolta Síria (em árabe: الثورة السورية الكبرى) ou Grande Revolta Drusa, ou ainda Revolução Síria, (1925–1927) foi um levante armado que aconteceu na Síria e no Líbano. Os revoltosos sírios pretendiam se livrar do domínio francês na região, que perdurava desde o fim da primeira guerra mundial, para voltarem a ser uma nação independente. A revolta não teve um comando central. Várias facções emergiram – lideradas por sunitas, drusos e cristãos – todos com o mesmo objetivo mas com estratégias diferentes. A rebelião acabou sendo um fracasso e serviu apenas para sedimentar o poderio colonial francês na região. Cerca de seis mil sírios foram mortos e outros 100 mil perderam suas casas. A infraestrutura do país também foi deixada em ruínas.